# Ultrahidrofobicidad

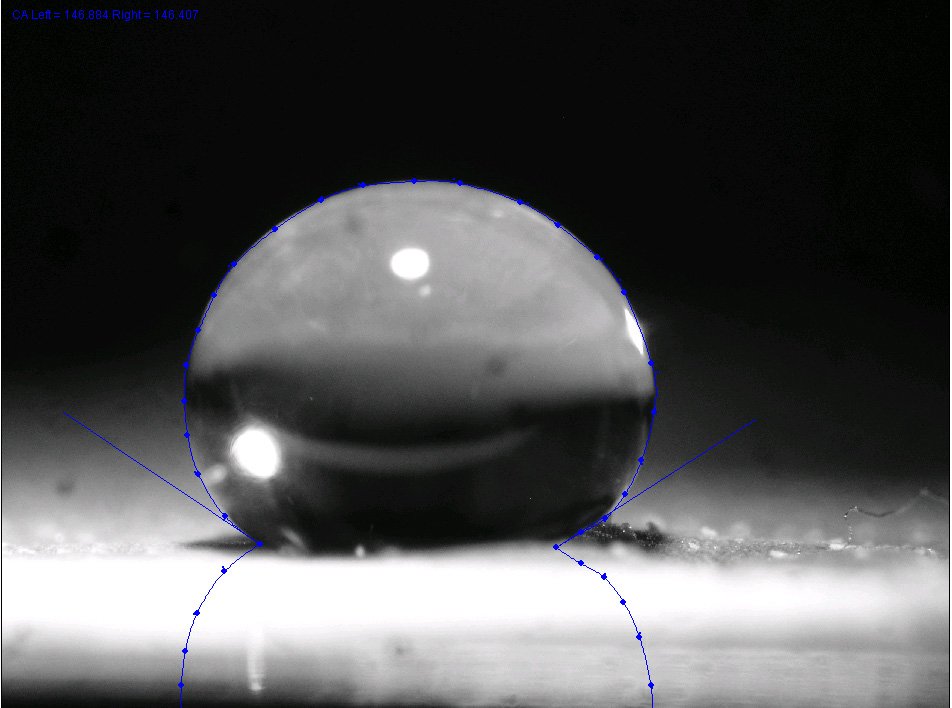
Una gota en la superficie de un loto.

Las superficies superhidrofóbicas son altamente hidrófobas, i.e., extremadamente difíciles de humedecer. El ángulo de contacto de una gota de agua es superior a 150° y el ángulo de histéresis del ángulo de deslizamiento/contacto es menor que 10°. Esto también se conoce como el efecto loto, debido a que se presenta en las hojas de la superhidrofóbica planta de loto.

## Teoría
En 1805, Thomas Young define el ángulo de contacto θ mediante el análisis de las fuerzas que actúan sobre una gotita de fluido en reposo sobre una superficie sólida rodeada por un gas. 

Una gotita de líquido descansa sobre una superficie sólida y está rodeado por gas. El ángulo de contacto, θ_{C}, es el ángulo formado por un líquido en el límite de tres fases donde el líquido, gas, y sólido se cruzan.

{\displaystyle \gamma _{SG}\ =\gamma _{SL}+\gamma _{LG}\cos {\theta }}
donde

Una gotita de reposo sobre una superficie sólida y rodeado por un gas forma un ángulo de contacto característico θ. Si la superficie sólida es áspera, y el líquido está en contacto íntimo con las asperezas sólidos, la gota está en el estado Wenzel. Si el líquido se apoya en la parte superior de las asperezas, es en el estado Cassie-Baxter.

{\displaystyle \gamma _{SG}\ } = Tensión interfacial entre el sólido y el gas
{\displaystyle \gamma _{SL}\ } = Tensión interfacial entre el sólido y el líquido
{\displaystyle \gamma _{LG}\ } = Tensión interfacial entre el líquido y el gas
θ puede ser medido usando un Goniómetro.
Wenzel determinado que cuando el líquido está en contacto íntimo con una superficie microestructurada, θ cambiará a {\displaystyle \theta _{W}*}
{\displaystyle \cos {\theta }_{W}*=r\cos {\theta }}
donde r es la relación del área real de la zona proyectada. La ecuación de Wenzel muestra que la microestructuración de una superficie amplifica la tendencia natural de la superficie. Una superficie hidrófoba (una que tiene un ángulo de contacto original mayor que 90°) se hace aún más hidrófoba cuando es microestructurada - su nuevo ángulo de contacto se hace mayor que el original. Sin embargo, una superficie hidrófila (una que tiene un ángulo de contacto original de menos de 90°) se vuelve más hidrófila cuando es microestructurada - su nuevo ángulo de contacto se vuelve aún menos que el original.
Cassie y Baxter encontró que si el líquido está suspendido en lo alto de microestructuras, θ cambiará a {\displaystyle \theta _{CB}*}
{\displaystyle \cos {\theta }_{CB}*} = φ(cos θ + 1) – 1
donde φ es la fracción de área del sólido que toca el líquido. Los líquidos en el estado Cassie-Baxter son más móviles que en el estado Wenzel.
Se puede predecir si el existen el estado Wenzel o el Cassie-Baxter calculando el nuevo ángulo de contacto con ambas ecuaciones. Por una minimización de argumento energía libre, la relación que predijo el menor nuevo ángulo de contacto es más probable el estado que exista. Expresado matemáticamente, para que exista el estado de Cassie-Baxter, la desigualdad siguiente debe ser verdad.
cos θ < (φ-1)/(r - φ)
Un reciente criterio alternativos para el estado de Cassie-Baxter afirma que existe el estado Cassie-Baxter cuando se cumplen los 2 criterios siguientes: 1) las fuerzas de contacto de línea superan las fuerzas de cuerpo de peso gota sin apoyo y 2) Las microestructuras son lo suficientemente altas como para evitar que el líquido forme puentes de conexión entre las microestructuras tocando la base de las microestructuras.
El ángulo de contacto es una medida de la hidrofobicidad estática, y la histéresis del ángulo de contacto y el ángulo de deslizamiento son medidas dinámicas. La histéresis del ángulo de contacto es un fenómeno que caracteriza la heterogeneidad de la superficie. Cuando una pipeta inyecta un líquido sobre un sólido, el líquido formará un ángulo de contacto. Cuando la pipeta inyecta más líquido, la gotita aumentará en volumen, el ángulo de contacto se incrementará, pero su límite trifásico permanecerá estacionario hasta que de repente avanza hacia el exterior. El ángulo de contacto que la gotita tenía inmediatamente antes de avanzar hacia el exterior se denomina el ángulo de contacto de avance. El ángulo de contacto de retroceso ahora se mide mediante el bombeo del líquido de nuevo fuera de la gotita. La gotita disminuirá en el volumen, el ángulo de contacto disminuye, pero su límite trifásico permanecerá estacionario hasta que de repente se aleja hacia el interior. El ángulo de contacto que la gotita tenía inmediatamente antes de retroceder hacia el interior se denomina el ángulo de contacto del retroceso. La diferencia entre el avance y retroceso de los ángulos de contacto se denomina histéresis del ángulo de contacto y se puede utilizar para caracterizar la heterogeneidad de la superficie, rugosidad, y movilidad. Las superficies que no son homogéneas tendrán dominios que impiden el movimiento de la línea de contacto. El ángulo de deslizamiento es otra medida dinámica de la hidrofobicidad y se mide mediante el depósito de una gota sobre una superficie y la inclinación de la superficie hasta que la gota comienza a deslizarse. Los líquidos en el estado Cassie-Baxter generalmente presentan ángulos de deslizamiento inferior y el ángulo de contacto de histéresis que aquellos en el estado Wenzel.
Se puede utilizar un modelo simple para predecir la eficacia de una superficie artificial hecha por el hombre tanto micro o nano-fabricadas por su estado condicional (wenzel o cassie-baxter), ángulo de contacto y el ángulo de contacto de histéresis. El factor principal de este modelo es la densidad de la línea de contacto, Λ, que es el perímetro total de asperezas sobre una determinada unidad de área.
La densidad de la línea crítica de contacto Λc es una función de las fuerzas del cuerpo y de la superficie, así como el área proyectada de la gotita.
{\displaystyle \Lambda _{C}={\frac {-\rho {g}{V^{1/3}}(({\frac {1-cos(\theta _{a})}{sin(\theta _{a})}})(3+({\frac {1-cos(\theta _{a})}{sin(\theta _{a})}})^{2}))^{2/3}}{(36\pi )^{1/3}\gamma cos(\theta _{a,0}+w-90)}}}
donde
ρ = densidad de la gotita de líquido
g = aceleración debido a la gravedad
V = volumen de la gotita de líquido
θa = avance aparente del ángulo de contacto
θa,0 = el avance de ángulo de contacto de un sustrato liso
γ = la tensión superficial del líquido
w = ángulo de la pared de la torre
Si Λ > Λc, las gotas se suspenden en el estado Cassie-Baxter. De lo contrario, la gota se colapsará en el estado wenzel.
Para calcular actualizado el avance y retroceso de los ángulos de contacto en el estado de Cassie-Baxter, pueden utilizarse las siguientes ecuaciones.
{\displaystyle \theta _{a}=\lambda _{p}(\theta _{a,0}+w)+(1-\lambda _{p})\theta _{air}}
{\displaystyle \theta _{r}=\lambda _{p}\theta _{r,0}+(1-\lambda _{p})\theta _{air}}
también con el estado wenzel:
{\displaystyle \theta _{a}=\lambda _{p}(\theta _{a,0}+w)+(1-\lambda _{p})\theta _{a,0}}
{\displaystyle \theta _{r}=\lambda _{p}(\theta _{r,0}-w)+(1-\lambda _{p})\theta _{r,0}}
donde
λp = fracción lineal de la línea de contacto en las asperezas
θr,0 = retroceso del ángulo de contacto de un sustrato liso
θair = ángulo de contacto entre el líquido y el aire (típicamente se supone que es 180°)